# Openpass
OpenPass è una metodologia, rilasciata sotto licenza GPL, per la registrazione dei dati su supporto RFID per reti integrate di controllo accessi che vedono apparecchiature con software proprietario di diversi fornitori.

## Il sistema OpenPass
Il metodo di registrazione crea un sistema aperto, documentato ed estensibile, che prevede:
- titolo d'accesso su smartcard contactless con aderenza allo standard internazionale ISO 15693 e senza restrizioni proprietarie;
- biglietterie e varchi di controllo che supportino la lettura e la scrittura di card ISO 15693, senza restrizioni proprietarie;
- server e database SQL centralizzato;
- collegamento in rete delle apparecchiature, con invio dei dati real-time e batch.

Per consentire lo scambio di informazioni tra diverse società con sistemi di controllo accessi proprietari ed eterogenei, OpenPass definisce un formato di interscambio attraverso il metalinguaggio XML. All'interno del sistema, ogni società è in grado di emettere il titolo d'accesso in autonomia e il biglietto viene riconosciuto da ogni aderente al sistema, perché i dati sono scritti su card e la loro descrizione in XML è memorizzata e resa pubblica dal server OpenPass.

## Caratteristiche
La metodologia OpenPass è caratterizzata da:
- dati di proprietà;
- passaggio ai varchi rapido e a "mani libere";
- servizio di vendita telematica;
- credenziali e dati di accesso sono blindati in fase di emissione;
- multifunzionalità;
- gestione delle operazioni di divisione dei proventi dei titoli d'accesso validi per diversi siti;
- possibilità di funzionamento offline delle apparecchiature del sistema di controllo, importante in contesti ostili dove il collegamento in rete non è continuativo;
- contenimento dei costi per l'acquisto del supporto e delle apparecchiature, perché nessun fornitore è in posizione privilegiata[2].

## Progetti OpenPass
Lo standard OpenPass ha trovato applicazione nei sistemi di controllo accessi degli impianti di risalita, in Italia e Francia. 
Si ricordano le esperienze di:
- Skipass Lombardia (progetto di Regione Lombardia e  ANEF Ski Lombardia che coinvolge 46 gestori, 310 impianti di risalita, 30 stazioni sciistiche con oltre 900 km di pista)[3];
- SkiArea VCO (progetto della Provincia del Verbano-Cusio-Ossola, che riunisce le 10 stazioni della provincia)[4];
- Stagionale FISI Alpi Centrali (progetto che, attraverso la compatibilità tra i sistemi Skipass Lombardia e SkiArea VCO, permette l'accesso agli atleti tesserati su entrambi i comprensori);
- Nordic Pass Rhône Alpes (progetto della Federazione di sci nordico della regione francese del Rhône Alpes di accesso integrato ai 5000 km di piste delle 83 stazioni di sci nordico nella regione francese)[5].